# Varanus scalaris
Varanus scalaris (Варан плямистий деревний) — представник родини варанових. Існує значна таксономічна невизначеність щодо цього виду.

## Опис
Дрібний вид, загальна довжина близько 65 см. Після успішного парування, самиця закопує 4-12 білих з м'якою шкаралупою яєць близько 6 тижнів по тому. Молодь вилуплюється через 128-155 діб. Новонароджені мають загальну довжину 16,5 см і важать близько 3,4 г.

## Спосіб життя
Це деревний вид. Для пошуку їжі, цей варан злазить з дерева, споживає комах, павуків і можливо невеликих сцинкових. Спить під корою дерев.

## Розповсюдження
Країни проживання: Австралія (Північна Територія, Квінсленд, Західна Австралія); Індонезія (Іріан-Джая); Папуа Нова Гвінея. Мешкає в савановому рідколіссі.

## Загрози та охорона
Невідомо, чи на цей вид нині впливають якісь серйозні загрози.